# Bupivacaină
Bupivacaina este un anestezic local din categoria amidelor. Este disponibilă în asociere cu adrenalina, aceasta având scopul de a crește durata de acțiune a anestezicului local. Este utilizat sub formă de clorhidrat, în soluții injectabile.
Bupivacaina a fost descoperită în anul 1957. Se află pe lista medicamentelor esențiale ale Organizației Mondiale a Sănătății.  Este disponibil ca medicament generic.

## Utilizări medicale
- Anestezie locală sau regională[9]
- Anestezie pentru proceduri chirurgicale orale, pentru procedee de diagnostic sau proceduri obstetrice[10]

## Reacții adverse
În comparație cu alte anestezice locale, bupivacaina este cardiotoxică, efectul apărând din cauza absorbției sistemice sau din cauza administrării rapide și repetate. Poate induce reacții alergice, iritații cutanate și prurit.